# Zugstabsystem
Ein Zugstabsystem, auch Augenstabsystem genannt, ist eine seilartige (da nur unter Zugkraft stehende) Konstruktion aus einzelnen Metallstäben, die bewegliche Verbindungen mit einem Bolzen bilden. Solche Systeme werden häufig bei Kettenbrücken eingesetzt.

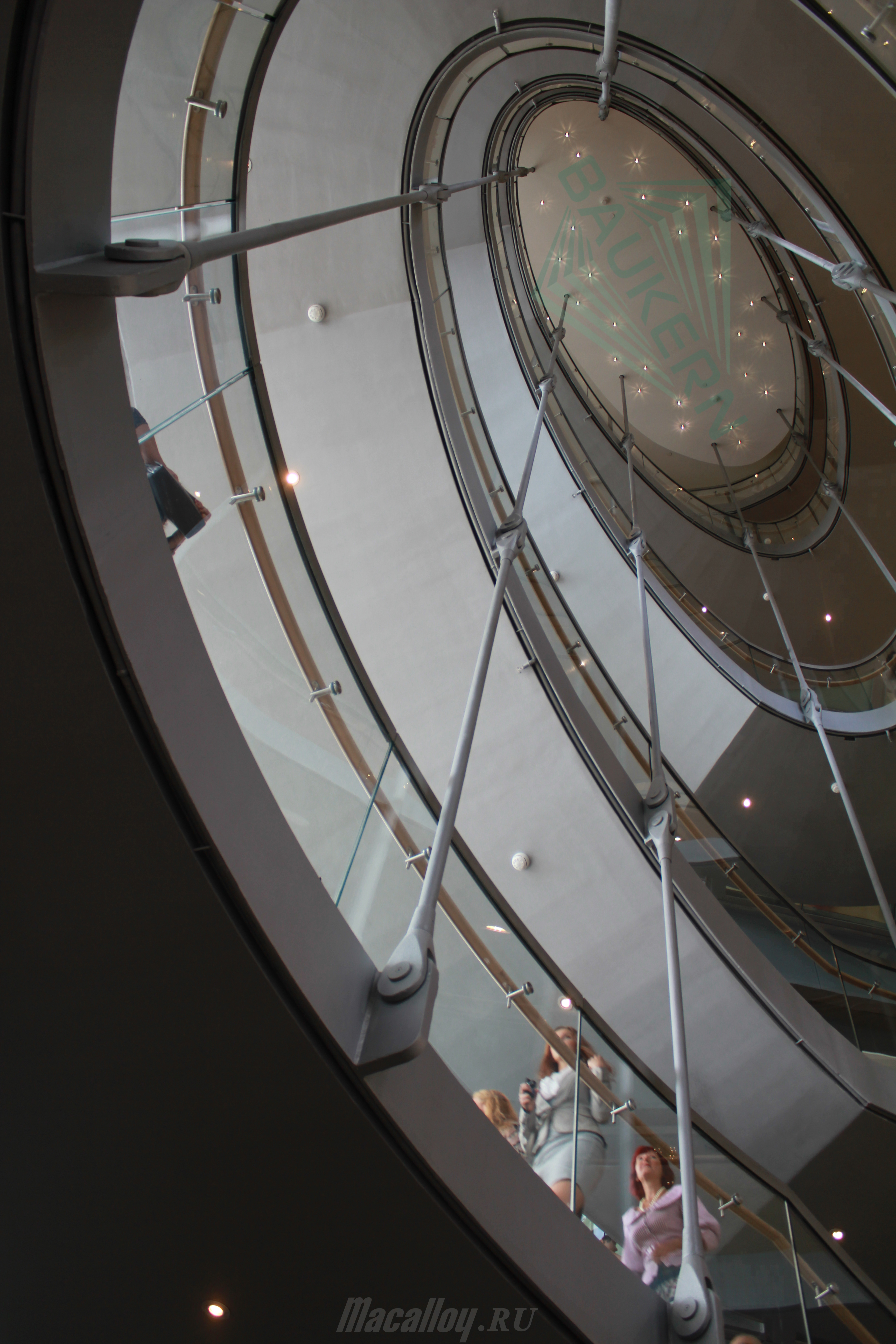
Verwendung des Zugstabsystems im Mariinsky-Theater in Sankt Petersburg

## Zugstabsystem
Ein Zugstabsystem ist eine seilartige Verbindung, die aus zwei Gabelköpfen mit Innengewinden und einem Rundstab besteht, welcher an den Enden mit Außengewinden versehen ist (Gewindestange). Da der Zugstab jeweils ein Rechts- und ein Linksgewinde hat, kann das Zugstabsystem durch Drehen des mittigen Stabes eingestellt bzw. gespannt werden.
Am Markt gibt es verschiedene Systeme, die Gewinde-Abmessungen von M 6 bis M 160 abdecken. Die möglichen Längen reichen in Abhängigkeit vom Durchmesser und der Stahlgüte bis zu über 20 Metern. Über Muffen und Spannschlösser lassen sich die Gewindeenden darüber hinaus beliebig verlängern.
Der gelenkige Anschluss an ein Bauwerk erfolgt über Bolzen, die durch die Gabelkopf-Querlöcher und ein Loch im Anschlussblech gesteckt werden. Optional kann der überstehende Teil des Gewindes durch Abdeckhülsen verdeckt werden.
Solche Systeme werden eingesetzt als Windverbände, Brückenhänger, Abhängungen und Abspannungen.
Gelegentlich werden Zugstäbe auch nur mittels Muttern und Unterlagsplatten oder Unterlegscheiben befestigt. Diese starre Lösung verzichtet – wie eine Schweißlösung – auf eine Gelenkwirkung, was häufig – insbesondere bei dynamisch belasteten Bauwerken – zu Ermüdungsschäden führen kann. In der wirtschaftlichen Langzeitbetrachtung ist dies zu berücksichtigen.

### Zwischenfälle

Entwurf (links) neben Ausführung (rechts). Die Ausführung verdoppelte die Kraft, welche auf die Mutter wirkte.

Das Hyatt Regency Kansas City hatte einen abhängten Gehweg mit zwei Ebenen. Bereits das ursprünglich entworfe System wäre nur dazu in der Lage gewessen 60 % der nach Bauvorschriften vorgeschriebenen Kräfte auszuhalten. Der Hersteller der Stahlstäbe schlug dann noch eine Änderung vor (siehe Bild), die dazu führte, dass die Obere Ebene das Gewicht der Unteren Ebene mittragen musste (statt das die beiden Ebenen direkt von den Zugstäben getragen werden).
Mit 114 Toten und 216 verletzten gehört der Hyatt Regency walkway collapse noch immer zu den Tödlichsten struktureller Zusammenbrüchen.

## Augenstabsystem
Eine gelenkige Alternativ-Ausführung zum Gabelkopfsystem ist das häufig – insbesondere bei größeren Abmessungen – wirtschaftlichere Augenstabsystem. Ein Augenstab ist ein metallener komplett flacher Stab oder am Ende flach geschmiedeter Rundstahl mit einem Bolzenloch („Auge“ genannt).
Beim Augenstabsystem besteht die seilartige Verbindung:
- für Fixlängen aus einem Doppelaugenstab
- wenn eine Einstellmöglichkeit verlangt wird, aus zwei Augenstäben. Dabei besitzt der eine Stab an seinem augeabgewandten Ende ein Rechtsgewinde, der zweite ein Linksgewinde. Die Zugspannung wird mittels eines mittigen Spannschlosses eingestellt, das leichter gedreht werden kann als ein langer Stab bei einem Gabelkopf-Zugstabsystem.

Der Anschluss an ein Bauwerk erfolgt je Auge über zwei parallele Stegbleche mit Bohrungen, zwischen die das Auge gesteckt und über einen Bolzen verbunden wird.